# Wereldkampioenschappen alpineskiën 1966
De Wereldkampioenschappen alpineskiën 1966 werden van 5 tot en met 14 augustus 1966 gehouden in Portillo in Chili. Er stonden acht onderdelen op het programma, vier voor mannen en vier voor vrouwen. De Alpine Combinatie was een papieren race, gebaseerd op de resultaten van de Afdaling, Reuzenslalom en Slalom.

## Wedstrijdschema
| Datum       | Mannen       | Vrouwen      |
| ----------- | ------------ | ------------ |
| 05 augustus |              | Slalom       |
| 07 augustus | Afdaling     |              |
| 08 augustus |              | Afdaling     |
| 10 augustus | Reuzenslalom |              |
| 11 augustus |              | Reuzenslalom |
| 14 augustus | Slalom       |              |

## Medailles

### Mannen
| Onderdeel    | Goud                        | Goud    | Zilver                    | Zilver  | Brons                         | Brons   |
| ------------ | --------------------------- | ------- | ------------------------- | ------- | ----------------------------- | ------- |
| Combinatie   | Jean-Claude Killy Frankrijk | 20.92   | Léo Lacroix Frankrijk     | 42.13   | Ludwig Leitner West-Duitsland | 54.95   |
| Afdaling     | Jean-Claude Killy Frankrijk | 1.34,40 | Léo Lacroix Frankrijk     | 1.34,80 | Franz Vogler West-Duitsland   | 1.35,16 |
| Reuzenslalom | Guy Périllat Frankrijk      | 3.19,42 | Georges Mauduit Frankrijk | 3.19,93 | Karl Schranz Oostenrijk       | 3.20,40 |
| Slalom       | Carlo Senoner Italië        | 1.41,56 | Guy Périllat Frankrijk    | 1.42,25 | Louis Jauffret Frankrijk      | 1.42,58 |

### Vrouwen
| Onderdeel    | Goud                         | Goud    | Zilver                       | Zilver  | Brons                          | Brons   |
| ------------ | ---------------------------- | ------- | ---------------------------- | ------- | ------------------------------ | ------- |
| Combinatie   | Marielle Goitschel Frankrijk | 8.76    | Annie Famose Frankrijk       | 35.16   | Heidi Zimmermann Oostenrijk    | 62.91   |
| Afdaling     | Marielle Goitschel Frankrijk | 1.33,42 | Annie Famose Frankrijk       | 1.34,36 | Burgl Färbinger West-Duitsland | 1.34,38 |
| Reuzenslalom | Marielle Goitschel Frankrijk | 1.22,64 | Heidi Zimmermann Oostenrijk  | 1.23,81 | Florence Steurer Frankrijk     | 1.24,92 |
| Slalom       | Annie Famose Frankrijk       | 1.30,48 | Marielle Goitschel Frankrijk | 1.30,95 | Penny McCoy Verenigde Staten   | 1.32,35 |

### Medailleklassement
| Plaats | Land             | Goud | Zilver | Brons | Totaal |
| 1      | Frankrijk        | 7    | 7      | 2     | 16     |
| 2      | Italië           | 1    | 0      | 0     | 1      |
| 3      | Oostenrijk       | 0    | 1      | 2     | 3      |
| 4      | West-Duitsland   | 0    | 0      | 3     | 3      |
| 5      | Verenigde Staten | 0    | 0      | 1     | 1      |
| Totaal | Totaal           | 8    | 8      | 8     | 24     |